# 阿卡亥

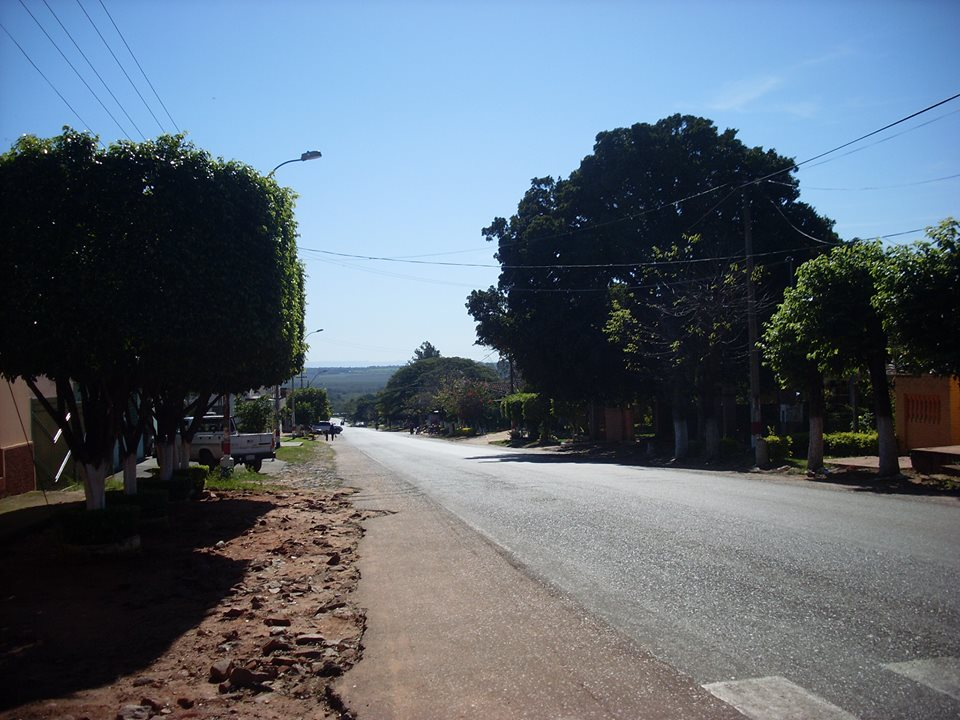

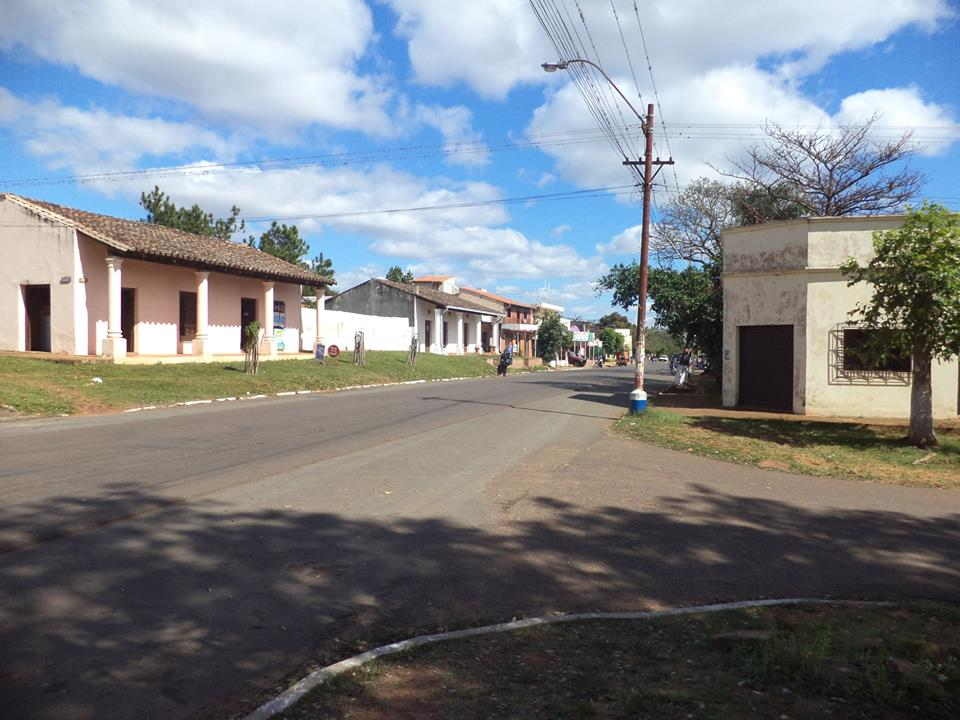

阿卡亥（西班牙語：Acahay），是巴拉圭的城鎮，位於該國西南部，由巴拉瓜里省負責管轄，距離亞松森103公里，始建於1783年5月22日，面積397平方公里，2008年人口16,074，人口密度每平方公里40人。